# Trichopelma spinosum
Trichopelma spinosum là một loài nhện trong họ Barychelidae. Loài này phân bố ờ Cuba.